# Christian Hallier
Christian Hallier (* 25. April 1901 in Diedenhofen; † 22. Juli 1978) war ein deutscher Bibliothekar.

## Wirken
Christian Hallier studierte Evangelische Theologie, Geschichte und Germanistik an der Universität Frankfurt am Main und promovierte dort 1926 bei dem Kirchenhistoriker Erich Foerster; das Staatsexamen für das höhere Lehramt legte er 1927 ab. Nach kurzer Zeit als Studienreferendar (1927/28) trat er 1928 in den Bibliotheksdienst ein. Er arbeitete seit 1928 an der Freiherrlich Carl von Rothschild’schen öffentlichen Bibliothek und der Bibliothek des Wissenschaftlichen Instituts der Elsaß-Lothringer im Reich in Frankfurt am Main. Im Jahre 1941 wurde er nach Metz abgeordnet an das Lothringische Institut für Landes und Volksforschung. Von 1947 bis 1966 war Hallier dann als Bibliothekar an der Stadt- und Universitätsbibliothek Frankfurt am Main tätig. Hier kümmerte er sich um die Erhaltung der ausgelagerten Bibliothek des Wissenschaftlichen Instituts der Elsaß-Lothringer im Reich und ihren Verbleib in Frankfurt. Hierfür wurde 1961 die Erwin-von-Steinbach-Stiftung gegründet, als deren Geschäftsführer Hallier tätig war. Hallier gab auch von 1965 bis 1971 die Studien dieser Stiftung heraus.

## Schriften
- Johann Matthaeus Meyfart. Ein Beitrag zur Geschichte der lutherischen Orthodoxie. In: Zeitschrift des Vereins für Kirchengeschichte der Provinz Sachsen und des Freistaates Anhalt, Bd. 24 (1928), S. 146–183, Bd. 25 (1929), H. 1/2, S. 37–51 und Bd. 26 (1930), H. 1/2, S. 52–74 (Dissertation Universität Frankfurt/M. 1926) (Fotomechanischer Nachdruck in: Kieler Studien zur deutschen Literaturgeschichte, Bd. 15). Wachholtz, Neumünster 1982, ISBN 3-529-03115-1).
- Das Straßburger Kirchenwesen als Glied des deutschen Luthertums im 16. und 17. Jahrhundert. In: Elsaß-Lothringisches Jahrbuch, Bd. 9 (1930), S. 209–227.
- Das Straßburger Revolutionstagebuch des Philipp Carl Blum (1793/94). In: Elsaß-Lothringisches Jahrbuch, Bd. 11 (1932), S. 231–262.
- Johann Peter Stupfel. Ein elsässischer Publizist der Revolutionszeit. In: Elsaß-Lothringisches Jahrbuch, Bd. 16 (1937), S. 181–216.
- Der Alsabund und seine Bedeutung für die Wiedereingliederung des Elsasses in das deutsche Geistesleben. In: Elsaß-Lothringisches Jahrbuch, Bd. 17 (1938), S. 235–268.
- (Hrsg.): Das Elsaß. Deutsches Kern- und Grenzland. Diesterweg, Frankfurt/M. 1941.
- Vom Selbstbehauptungskampf des deutschen Volkstums im Elsass und Lothringen 1918–1940. Verlag Konkordia, Bühl-Baden 1944.
- Das wissenschaftliche Institut der Elsaß-Lothringer im Reich an der Universität Frankfurt a.M. 1920–1945. Eine Rückschau. In: Studien der Erwin von Steinbach-Stiftung, Bd. 1 (1965), S. 133–144.
- Arthur Babillotte (1887–1916). Sein Leben und Werk. In: Studien der Erwin von Steinbach-Stiftung, Bd. 2 (1968), S. 156–174.
- Christian August Jäger 1817–1893. Ein elsässischer Pfarrer und Volksschriftsteller. In: Ebd., S. 133–153.
- Strassburger Emigranten in der Reichsstadt Esslingen um 1700. In: Ebd., S. 30–57.